# 拓跋寧
拓跋寧（？—557年4月2日），原姓元，字子堪，河南郡洛阳县（今河南省洛阳市东）人，西魏文帝元宝炬第五子，西魏宗室。
大统十三年（550年）七月，元宝炬封拓跋寧为赵王。西魏恭帝三年（556年），拓跋寧被封为魏郡公。周孝闵帝宇文觉元年（557年）二月十八日，拓跋寧去世，谥号定，周明帝宇文毓二年九月廿二日（558年10月19日）葬于小陵原。西安碑林博物馆的校注者因拓跋宁去世同日，太傅、楚国公赵贵因谋杀权臣宇文护事泄被诛，其弟拓跋儒也去世，认为拓跋宁、拓跋儒等西魏宗室系因被赵贵牵连而遭宇文护所害。